# Praetoriaanse prefectuur van Italië

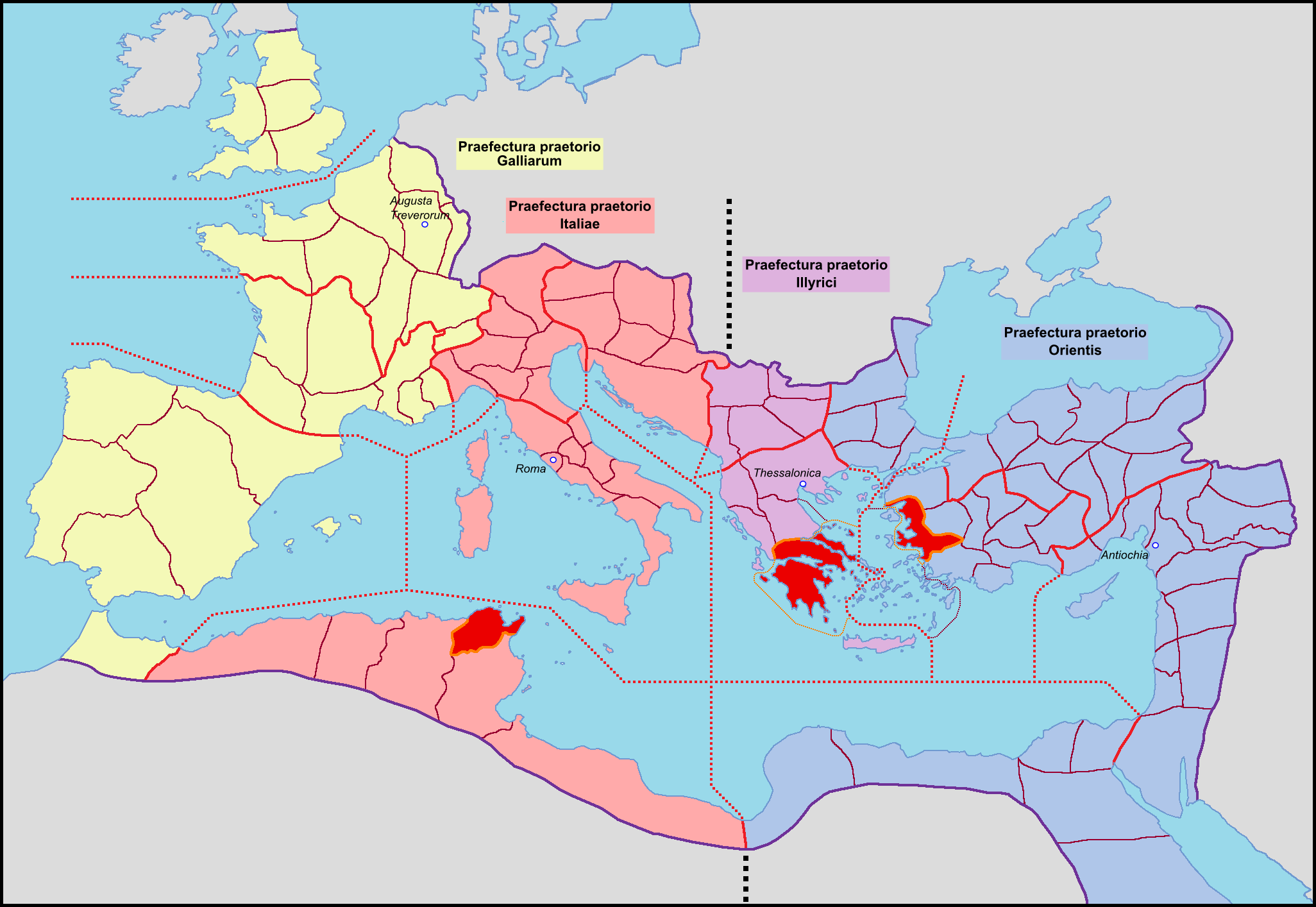
De prefecturen omstreeks 400
prefectuur van Italië

De praetoriaanse prefectuur van Italië  was een van de vier praetoriaanse prefecturen, waarin het laatromeinse rijk was verdeeld. In wisselende samenstellingen omvatte het, het Italiaanse schiereiland, de Westelijke Balkan, de Donauprovincies en delen van Noord-Afrika. De zetel van de prefectuur was oorspronkelijk Rome en verhuisde later naar Milaan  en uiteindelijk naar Ravenna.

## Structuur en geschiedenis
De prefectuur van Italië werd opgericht bij de verdeling van het rijk na de dood van Constantijn de Grote in 337, en bestond uit  diocesen. Aanvankelijk waren dit het diocese Afrika, het Diocese Italië, het diocese Pannonië, het diocese Dacia en het diocese Macedonië (de laatste twee waren tot ca. 327 verenigd in het diocese Moesia). Uiteindelijk werd het diocese Italië in tweeën gesplitst, het diocese Suburbicarian Italië (Italia suburbicaria: "Italië onder de stad", ook wel "Bisdom van de stad Rome" genoemd) en het diocese Annonarian Italië (Italia annonaria: " bevoorrading Italië").
In 347 werd de praetoriaanse prefectuur Illyricum opgericht, bestaande uit de diocesen Pannonia, Dacia en Macedonië. Vulcaius Rufinus was de prefect, 347-352. De nieuwe prefectuur werd in 361 door keizer Julianus afgeschaft en in 375 weer hersteld door keizer Gratianus. Het grondgebied van Illyricum werd betwist tussen de twee helften van het rijk, tot de definitieve verdeling in 395, toen het diocese Pannonia  werd afgesplitst van het Illyricum en samengevoegd met het westelijke rijk en onderdeel werd van de prefectuur van Italië als het diocese Illyricum.
Ondanks dat het Westelijke rijk in 476 was verdwenen, bleven de Germaanse opvolgerstaten onder Odoacer en Theodorik de Grote het Romeinse bestuurlijke apparaat gebruiken, en ook waren ze op papier nog steeds onderdanen van de oostelijke keizer in Constantinopel. De prefectuur van Italië bleef bestaan en na de Gotische oorlog van Justinianus keerde het terug in Romeinse handen. Niet voor lang, want met de Lombardische invasie in 568, werd de Romeinse heerschappij teruggebracht tot gefragmenteerde en geïsoleerde gebieden. De prefectuur van Italië leefde voort als het  Exarchaat van Ravenna, opgericht door keizer Mauricius.
Prefecten werden tot ver in de 7e eeuw benoemd. De laatste bekende kwam voor in 639, en er zijn zelfs nog paar zegels bewaard beleven met daarop de titel eparchos ("prefect" in het Grieks) uit de late 7e eeuw, hoewel er is gesuggereerd dat dit een verschrijving is drukfout voor exarchos (" exarch "). 

## Lijst van bekendepraefecti praetorio Italiae et Africae
- Aemilianus (328)
- Lucius Papius Pacatianus (334-335)
- Aconius Catullinus Philomathius (341)
- Marcus Maecius Memmius Furius Baburius Caecilianus Placidus (342-344)
- Vulcacius Rufinus (eerste keer, 344-347)
- Gaius Ceionius Rufius Volusianus Lampadius (355)
- Stier (356-361)
- Claudius Mamertinus (361-365)
- Vulcacius Rufinus (tweede keer, 365-368)
- Sextus Claudius Petronius Probus (eerste keer, ca. 368-375)
- Decimius Hilarianus Hesperius (378-380)
- Afranius Syagrius (382)
- Flavius Hypatius (382-383)
- Sextus Claudius Petronius Probus (tweede keer, 383)
- Nonius Atticus (383-384)
- Vettius Agorius Praetextatus (384)
- Neoterius (385)
- Sextus Claudius Petronius Probus (derde keer, 387)
- Virius Nicomachus Flavianus (390-392)

### Westelijk rijk
- Nummius Aemilianus Dexter (395)
- Eusebius (395-396)
- Mallius Theodorus (397-399)
- Valerius Messala Avienus (399-400)
- Rufus Synesius Hadrianus (400-405)
- Flavius Macrobius Longinianus (1e keer, 406)
- Curtius (407-408)
- Flavius Macrobius Longinianus (2e keer, 408)
- Mallius Theodorus (408-409)
- Caecilianus (409)
- Jovius (409)
- Melitius (410-412)
- Seleucus (prefect voor Afrika, 412)
- Ioannes (412-413)
- Rufus Synesius Hadrianus (413-414)
- Seleucus (414-415)
- Junius Quartus Palladius (416-421)
- Anicius Auchenius Bassus (mogelijk, 426)
- Anicius Auchenius Bassus (435)
- Anicius Acilius Glabrio Faustus (ca. 438)
- Petronius Maximus (439)
- Caecina Decius Aginatius Albinus (443-448)
- Caecina Decius Basilius (458)
- Caelius Aconius Probianus (461-463)
- Caecina Decius Basilius (463-465)
- Felix Himelco (473)

### Germaanse heerschappij
Onder Odoacer:
- Nar. Manlius Boethius (tussen 480 en 486) (hij was consul in 487)
- Caecina Decius Maximus Basilius (483) (hij had in 480 als consul gediend)
- Caecina Mavortius Basilius Decius (486-493) (hij diende als consul in 486)

Onder de Ostrogoten:
- Liberius (494-500)
- Flavius Albinus (?500-503) [1] (hij had in 493 als consul gediend)
- Cassiodorus de Oude (500-? )
- Anicius Probus Faustus iunior (509-512) (hij had in 490 als consul gediend)
- Rufius Magnus Faustus Avienus (527-528) (hij had in 502 als consul gediend)
- Faustus (521/522) of 529 [2]
- Cassiodorus de Jongere (533-537) (hij had in 514 als consul gediend)
- Fidelis (537-538)
- Reparatie (538-539)

### Oost-Romeinse heerschappij
- Athanasius (539-542)
- Maximinus (ca. 542)
- Narsen (554-568)
- Longinus (568-575)